# Закон Семереньи
Зако́н Се́мереньи — фонетический закон, открытый Освальдом Семереньи и актуальный для некоторых индоевропейских языков. Согласно этому закону в праиндоевропейском языке в конечных слогах, заканчивавшихся на сочетание гласный+сонорный+s или h₂, звуки s и h₂ выпадали, вызывая заменительное удлинение гласного.
Примеры:
- пра-и.е. *ph₂térs «отец» > *ph₂tḗr > др.-греч. πατήρ, санскр. पिता (IAST: pitā́)[1][2];
- пра-и.е. *ḱu̯óns «собака» > *ḱu̯ṓn > др.-греч. κύων, санскр. शुवा (IAST: śúvā)[2].

Возможно, промежуточной стадией было удлинение сонорного: *VRs > *VRː > *VːR.
По аналогии с основами на сонорный удлинение последнего гласного основы распространилось и на те слова, где фонетических условий для действия закона Семереньи не было, например, *pṓds «нога».
Закон Семереньи актуален для именительного падежа единственного числа существительных, в то время как в винительном падеже множественного числа, оканичивающегося на *-Vns, его действия не наблюдается.
Помимо собственно фонетического объяснения закона, существуют и другие, например, что ступень удлинения в номинативе была призвана символизировать его информационную важность, или, что произошла поляризация количества гласных, противопоставившая *-tēr в номинативе *-tr- во всей остальной парадигме.